# Disciphania nesiotes
Disciphania nesiotes är en tvåhjärtbladig växtart som beskrevs av Paul Carpenter Standley. Disciphania nesiotes ingår i släktet Disciphania och familjen Menispermaceae. Inga underarter finns listade i Catalogue of Life.